# Стеклянный лабиринт
«Стеклянный лабиринт» — советский художественный фильм Марка Осепьяна 1989 года. Премьера состоялась в феврале 1990 года. Фильм снят по повести Юрия Чернякова.

## Сюжет
Праздничные ноябрьские дни 1980 года. Учащийся ПТУ Саша Лукашов отмечает сегодня день рождения. Рано утром по пути в училище к нему заходят его друзья — Бонифаций и Серый. Они немного выпивают вместе и затем отправляются на практику. В училище из-за перекура в туалете их отводят к директору, который замечает, что они ещё и пьяны. Ребят отправляют домой. Они совершенно не против и отправляются в магазин.
В очереди они встречают Алхимика, соседа Серого, который приглашает их пойти «сообразить» к нему на квартиру. Алхимик — это взрослый мужик, который уже не один раз сидел в тюрьме, но Серый с ним дружит, поскольку его собственный отец его обижает. Выпивая, Алхимик слегка отчитывает именинника Сашу Лукашова, потому как недолюбливает «аристократов» и «генеральских сынков». Дело в том, что хоть Лукашов и учится в ПТУ, его родители «большие люди» и даже могут выезжать на Запад. Завязывается спор. Компания покидает квартиру бывшего зека.
Далее молодые люди отправляется в ресторан, где и проводят весь оставшийся вечер. После ресторана, гуляя по ночному городу, цепляются к молодой паре, затем убегают от «ментов» и прячутся в зоопарке. В зоопарке же, прогуливаясь мимо вольера с ланями, Саша решает «освободить» их. Ланей вытаскивают из жилища и перекидывают через ограду. На утро же оказывается, что у ланей был детёныш, который, оставшись один, умер от холода, а мама-лань, пытаясь пробраться к нему назад в вольер, застряла в решётке и задохнулась. Об этой истории стало известно из газет, вандалов начинает искать милиция.
Серый проговаривается о происшедшем в зоопарке Алхимику. Алхимик доволен, ведь зная это, он может посчитаться с Лукашовым. Дядя и бабушка Саши просят его сходить к Алхимику, извиниться перед ним и попросить не давать ход делу. Нехотя Лукашов соглашается. У Алхимика в это время происходит попойка и он требует от Лукашова признаться ему в любви и встать на колени. Завязывается потасовка. Саша Лукашов оказывается зажатым на кухне и, не найдя другого выхода, выбрасывается из окна…

## В ролях
- Олег Фомин — Саша Лукашов
- Борис Шувалов — Сергей Фомин, «Бонифаций»
- Евгений Титов — Лёша Ерёмин, «Серый»
- Геннадий Сайфулин — Алфимов, «Алхимик»
- Татьяна Степанченко — Ирка, жена Алфимова
- Мария Скворцова — бабушка Лукашова
- Пётр Вельяминов — дядя Володя
- Марина Яковлева — Надька
- Вадим Кириленко — Рыжий
- Андрей Макаревич — камео
- Сергей Ремизов — Михаил Семёнович, директор ПТУ
- Лилия Захарова — заместитель директора ПТУ
- Юрий Заев — Серафим Иванович, мастер
- Сергей Барабанщиков — учитель физкультуры
- Ольга Зархина — подруга Владика
- Михаил Калинкин — Паша, друг-собутыльник Алфимова
- Александр Новиков — Лукашов, отец Саши
- Валерий Сторожик — инвалид с гитарой
- Валерий Трошин — учащийся ПТУ
- Дмитрий Урюпин — эпизод

## Съёмочная группа
- Режиссёр: Марк Осепьян
- Сценарист: Эдуард Володарский
- Операторы: Владимир Архангельский, Михаил Якович
- Композиторы: Виктор Бабушкин, Андрей Макаревич
- Художник: Борис Дуленков

## Рецензии
«Прошлое во всей его суровой мрачности возникнет в фильме „Стеклянный лабиринт“ — гниение брежневского полураспада. События картины относятся к конкретному 1980 году — к году ввода ограниченного контингента советских войск в Афганистан и к году достопамятной московской Олимпиады, к буддистскому году обезьяны и к году смерти Высоцкого. Растерянное молодое поколение выбрало себе спасительную маску безразличия. Ему, молодому поколению, стало все „по фигу“. Неучастие — единственная форма существования, которая, наивно казалось, охранит их тела и души от скверны.»
— «Советский экран» #4, 1990 год.